# Kim Jong-un

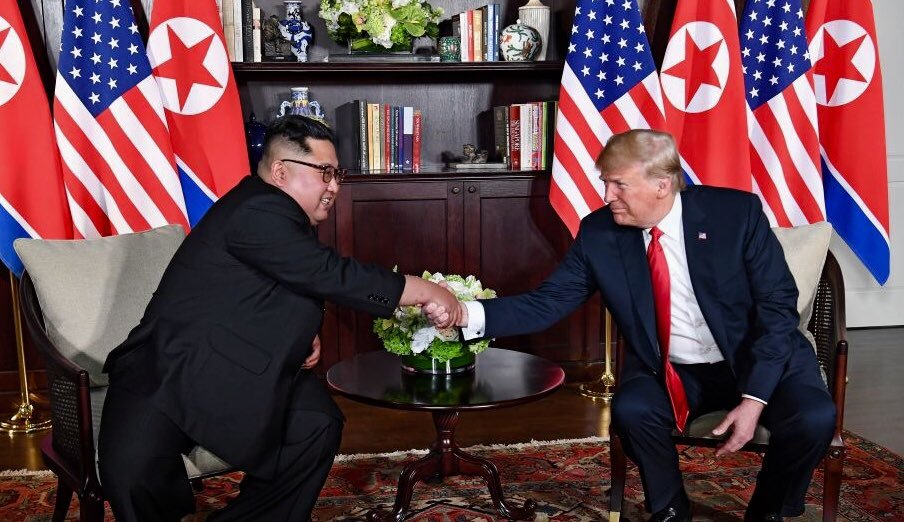
Kim en Trump in Singapore, 12 juni 2018

Kim Jong-un (Koreaans: 김정은) (Pyongyang, 8 januari 1984) heerst als dictator over Noord-Korea. Hij is de jongste zoon en opvolger van Kim Jong-Il. Na diens overlijden werd Kim Jong-un op 13 april 2012 aangesteld als de nieuwe voorzitter van de Nationale Defensiecommissie van de Democratische Volksrepubliek Korea en daarmee als de facto staatshoofd van Noord-Korea. Op 29 juni 2016 werd deze commissie opgeheven en werd hij voorzitter van de nieuwe Commissie voor Staatszaken van de Democratische Volksrepubliek Korea. Door de Koreaanse Arbeiderspartij wordt hij ook wel de Briljante Kameraad en de Geweldige Leider genoemd.

## Biografie

### Jeugd en opleiding
Kim Jong-un is de tweede zoon van oud Noord-Korea leider Kim Jong-il en de Japans-Koreaanse Ko Yong-hui, wat hem kwart Japans maakt. Hij zou zijn opleiding in Gümligen bij Bern in Zwitserland aan de International School of Berne hebben genoten, waardoor hij kennis heeft van Duits, Engels en Frans. Tijdens zijn verblijf daar leerde hij ook skiën, zo wordt beweerd. Hij leefde in Zwitserland onder de schuilnaam Chol-pak.

### Promotie en opvolging
Wat er over Kim Jong-un aan informatie naar buiten wordt gebracht, is met veel onzekerheid en geruchten omgeven. Vermoedelijk omdat de oudste halfbroer Kim Jong-nam met een vals paspoort naar Japan reisde voor een bezoek aan Tokyo Disneyland en de middelste broer Kim Jong-chul "te meisjesachtig en daardoor ongeschikt voor het leiderschap" zou zijn, zou Kim Jong-il zijn jongste zoon hebben aangewezen als zijn opvolger. In juni 2009 werd aan consulaten en ambassades gevraagd hun loyaliteit aan Kim Jong-un te betuigen.
Dat Kim Jong-un in 2010 steeds vaker werd gezien naast zijn vader bij officiële inspecties, werd door analisten al gezien als een teken dat hij een steeds grotere rol moest gaan spelen in het Noord-Koreaanse machtsapparaat. Er werd gespeculeerd over een machtsoverdracht in september 2010 omdat er allerhande mythische verhalen rond de toekomstig leider werden opgetrokken.
Kim Jong-un werd op 27 september 2010 benoemd tot viersterrengeneraal. Dit gebeurde op een congres van de Arbeiderspartij, het eerste in dertig jaar. Dit congres was de eerste gelegenheid waarbij de staatsmedia melding maakten van zijn naam, echter zonder daarbij te vermelden wiens zoon hij is. Naast de generaalspost kreeg hij twee sleutelposten toegewezen binnen de Arbeiderspartij: hij werd benoemd tot vicepresident van de Centrale Militaire Commissie en kreeg een zetel in het Centrale Comité. Vader Kim Jong-il bleef nog wel voorzitter van de Defensiecommissie, maar de promoties van Kim Jong-un werden veelal gezien als voorbereiding op een machtsoverdracht. Kim Jong-il's gezondheid was er in 2010 al sterk op achteruit gegaan. Ter gelegenheid van het congres werd er ook voor het eerst officieel een foto van Kim Jong-un getoond door de staatsmedia.
Op 8 oktober 2010 werd bekendgemaakt dat de aanwijzing als toekomstig opvolger definitief was geworden. Sinds het overlijden van Kim Jong-il in december 2011 werd verondersteld dat Kim Jong-un het aankomend staatshoofd was; het formele staatshoofd was nog steeds zijn in 1994 overleden grootvader Kim Il-sung. Op 24 december 2011 maakte het Noord-Koreaanse staatspersbureau bekend dat Kim Jong-un 'de Opperste Leider van de revolutionaire strijdkrachten' was geworden. Op 28 december, de dag van de begrafenis van vader Kim, kwam daar de titel 'Geweldige Leider' bij; dit was ook een van de vele titels van zijn vader. Tevens gaf Noord-Korea te kennen dat er na Kim Jong-ils dood niets zou veranderen aan het buitenlandse beleid. In een verklaring stond dat "de dwaze politici overal in de wereld, inclusief de poppenkast in Zuid-Korea, van ons geen verandering hoeven te verwachten".

### Na Kims installatie
Op 12 april 2012 werd Kim Jong-un benoemd tot eerste secretaris van de Arbeiderspartij en voorzitter van de Centrale Militaire Commissie. Bij deze gelegenheid werd zijn vader benoemd tot 'eeuwig' algemeen secretaris van de partij.
In juli 2012 werd Kim bevorderd tot maarschalk, een titel die zijn vader en grootvader ook kregen van het regime. Rond dezelfde tijd werd de hoge legerofficier Ri Yong-ho afgezet. Hij werd vervangen door een nieuwe legerchef, Hyon Yong-chol. De afzetting van Ri was officieel wegens ziekte, maar door buitenlandse analisten werd deze stap gezien als een onderdeel van een nieuwe ontwikkeling waarbij Kim de politiek van Songun ("Leger eerst") probeert te verzwakken ten gunste van zijn eigen macht, om zo ook andere hervormingen te kunnen doorvoeren. Zijn stijl van regeren verschilt van die van zijn voorgangers. Zo houdt hij publieke toespraken en schuwt hij de vertoning van westerse symbolen niet.
In december 2013 werd Jang Sung-taek, een van de hoogste leiders van de Koreaanse Arbeiderspartij en een aangetrouwde oom van Kim Jong-un, uit zijn functie gezet. Hij zou 'criminele daden' hebben begaan en het 'kapitalisme gesteund' hebben. Twee van zijn vertrouwelingen zouden in het openbaar zijn geëxecuteerd, vanwege 'corruptie en misdaden tegen de Arbeiderspartij'. Kort na zijn afzetting werd Jang zelf ook geëxecuteerd, zo liet het Noord-Koreaanse staatspersbureau weten. Jang bekleedde een machtige positie in de partij na het overlijden van Kim Jong-il. Westerse analisten zagen in de verwijdering van Jang een machtsstrijd ten gunste van Kim.
In het najaar van 2014 ontstonden er allerhande vraagtekens rondom de Noord-Koreaanse leider, nadat was geconstateerd dat hij zich geruime tijd niet in het openbaar had vertoond. De staatsomroep maakte wel melding van 'ongemakken' bij Kim Jong-un en had eerder al beelden vertoond waarop te zien was dat hij mank liep, maar weidde er niet over uit. Misschien was hij ziek, maar zijn afwezigheid bij onder meer een zitting van het parlement, een ontmoeting met hooggeplaatste Zuid-Koreaanse leiders en een grote sportmanifestatie in Pyongyang, voedde speculaties over de machtsverhoudingen in de top van de Koreaanse Arbeiderspartij.
Op 9 mei 2016 werd Kim bevorderd tot voorzitter van de Arbeiderspartij. Dit gebeurde tijdens een congres van die partij, een gebeurtenis die voor het eerst in 36 jaar plaatsvond.
Op 13 februari 2017 kwam zijn halfbroer Kim Jong-nam op een vliegveld in Maleisië om het leven. De moord op Kim Jong-nam veroorzaakte een grote diplomatieke crisis tussen Noord-Korea en Maleisië. Maleisië zette de Noord-Koreaanse ambassadeur het land uit, weigerde het lichaam van Kim Jong-nam vrij te geven aan Pyongyang en eiste dat drie Noord-Koreanen die zich in de ambassade hadden verstopt, zich zouden melden bij de politie voor een verhoor. Dit gebeurde niet en als represaille gijzelde Noord-Korea alle Maleisiërs in het land. De aanslag op Kim Jong-nam kon alleen mogelijk zijn als dat op bevel van Kim Jong-un gebeurde. Op 30 maart 2017 werd zijn lichaam door Maleisië vrijgegeven en naar Noord-Korea getransporteerd en in ruil daarvoor werden negen Maleisiërs vrijgelaten die ruim een maand in Noord-Korea hadden vastgezeten.
In totaal heeft Noord-Korea zes kernbommen tot ontploffing gebracht, waarvan vier tijdens het bewind van Kim Jong-un. In 2013 werd de eerste bom getest met een kracht van 14 kiloton, de tweede volgde in januari 2016 en de derde, geschikt om met een raket afgevuurd te worden, in september van hetzelfde jaar. De meest recente was in 2017 met een geschatte kracht van 50 à 60 kiloton.
In maart 2018 deed Kim een uitnodiging uitgaan aan de Amerikaanse president Trump, met wie hij eerder dreigementen en beledigingen had uitgewisseld, om elkaar te ontmoeten en (met name) het kernwapenprogramma van Noord-Korea te bespreken. Deze uitnodiging werd door Trump aanvaard. De Amerikaans-Noord-Koreaanse top vond op 12 juni 2018 in Singapore plaats. In februari 2019 volgde een tweede ontmoeting in Hanoi, Vietnam. Onderwerp van gesprek was een vermindering van de Amerikaanse sancties in ruil voor een reductie van de nucleaire ambities van Noord-Korea, maar het gesprek werd vroegtijdig afgebroken zonder resultaat. in juni 2019 volgde een derde en laatste korte ontmoeting, bij de Koreaanse gedemilitariseerde zone.
In 2018 werd een gezamenlijk verbindingsbureau opgericht in de grensstad Kaesŏng om de spanning tussen beide Korea's te verminderen. In juni 2020 heeft Noord-Korea het gebouw opgeblazen en heeft met acties gedreigd als overlopers zouden doorgaan met een campagne om propagandafolders, geld, voedsel en USB-sticks met ballonnen of flessen naar Noord-Korea te sturen. Op 12 september 2023 bracht Kim een staatsbezoek aan Rusland waar hij in gesprek gaat met president Vladimir Poetin over de levering van wapens van Noord-Korea aan Rusland en voedselhulp vanuit Rusland aan Noord-Korea.

## Gezondheid
Kim Jong-un lijdt aan obesitas en is een stevige roker. Nieuwssite Daily NK meldde in april 2020 dan ook dat zijn gezondheid hard achteruit zou zijn gegaan.
Verschillende nieuwssites meldden op 24 augustus 2020 dat Kim Jong-un in coma zou liggen. Zijn zus zou (gedeeltelijk) de macht hebben overgenomen.

## Privé
In 2012 werd hij bij verschillende officiële gelegenheden vergezeld door een vrouw die aanvankelijk werd verondersteld voormalig Noord-Koreaans popzangeres Hyon Song-wol te zijn, wat tot speculaties over een mogelijke verhouding leidde. Op 25 juli dat jaar werd de vrouw door de Noord-Koreaanse staatstelevisie geïntroduceerd als zijn echtgenote, "kameraad" Ri Sol-ju. Er werd echter niet bij gezegd wanneer ze getrouwd waren. Volgens de Zuid-Koreaanse analist Cheong Seong-chang zijn ze al in 2009 getrouwd en kregen ze in 2010 een kind.
In augustus 2013 berichtte de Zuid-Koreaanse krant Chosun Ilbo dat de eerdergenoemde Hyon Song-wol inderdaad een relatie had gehad met Kim Jong-un, maar dat die relatie op bevel van zijn vader was beëindigd. Hyon Song-wol was leadzangeres met de titel "Actrice van verdienste" van de in Noord-Korea zeer bekende muziekgroep Pochonbo Elektronisch Ensemble, waarin ook Ri Sol-ju zong. De groep speelt en zingt strijd- en volksliederen. Hyon Song-wol en andere leden van de groep werden volgens de Chosun Ilbo in de zomer van 2013 geëxecuteerd nadat ze ervan waren beschuldigd de antipornowetgeving van hun land te hebben overtreden. In mei 2014 vertoonde de Noord-Koreaanse staatstelevisie beelden van Hyon Song-wol die sprak op een recent congres, waarmee het bericht in de Chosun weerlegd leek.
Een Zuid-Koreaanse analist beweerde dat Kim Jong-un en zijn echtgenote, Ri Sol-ju, hun eerste kind kregen in 2010. Volgens Dennis Rodman, een vriend van Kim Jong-un, heeft het koppel sinds ongeveer 2013 een dochtertje, Kim Ju-ae. Volgens de Zuid-Koreaanse geheime diensten zouden ze in februari 2017 nog een kind hebben gehad. In november 2022 verscheen voor het eerst een dochter van Kim Jung-Un in het openbaar, waarbij het staatspersbureau KCNA vermeldde dat Kim een raketlancering bijwoonde "met zijn geliefde dochter en zijn vrouw".

## Stamboom
|                        |                        |                        |                        |                        |                        |  |  |                      |                      |                      |                      |                      |                      |  |  |                       |                       |                       |                       |                       |                       |                     |                     |                        |                        |                        |                        | Kim Bo-hyon 1871–1955   |                         |                         |                         |                         |                         |                       |                       |                        |                        |                        |                        |                           |                           |                           |                           |                           |                           |                   |                   |                       |                       |                       |                       |                       |                       |
|                        |                        |                        |                        |                        |                        |  |  |                      |                      |                      |                      |                      |                      |  |  |                       |                       |                       |                       |                       |                       |                     |                     |                        |                        |                        |                        |                         |                         |                         |                         |                         |                         |                       |                       |                        |                        |                        |                        |                           |                           |                           |                           |                           |                           |                   |                   |                       |                       |                       |                       |                       |                       |
|                        |                        |                        |                        |                        |                        |  |  |                      |                      |                      |                      |                      |                      |  |  |                       |                       |                       |                       |                       |                       |                     |                     |                        |                        |                        |                        | Kim Hyŏng-jik 1894–1926 | Kim Hyŏng-jik 1894–1926 | Kim Hyŏng-jik 1894–1926 | Kim Hyŏng-jik 1894–1926 | Kim Hyŏng-jik 1894–1926 | Kim Hyŏng-jik 1894–1926 |                       |                       | Kang Pan-sŏk 1892–1932 | Kang Pan-sŏk 1892–1932 | Kang Pan-sŏk 1892–1932 | Kang Pan-sŏk 1892–1932 | Kang Pan-sŏk 1892–1932    | Kang Pan-sŏk 1892–1932    |                           |                           |                           |                           |                   |                   |                       |                       |                       |                       |                       |                       |
|                        |                        |                        |                        |                        |                        |  |  |                      |                      |                      |                      |                      |                      |  |  |                       |                       |                       |                       |                       |                       |                     |                     |                        |                        |                        |                        | Kim Hyŏng-jik 1894–1926 | Kim Hyŏng-jik 1894–1926 | Kim Hyŏng-jik 1894–1926 | Kim Hyŏng-jik 1894–1926 | Kim Hyŏng-jik 1894–1926 | Kim Hyŏng-jik 1894–1926 |                       |                       | Kang Pan-sŏk 1892–1932 | Kang Pan-sŏk 1892–1932 | Kang Pan-sŏk 1892–1932 | Kang Pan-sŏk 1892–1932 | Kang Pan-sŏk 1892–1932    | Kang Pan-sŏk 1892–1932    |                           |                           |                           |                           |                   |                   |                       |                       |                       |                       |                       |                       |
|                        |                        |                        |                        |                        |                        |  |  |                      |                      |                      |                      |                      |                      |  |  |                       |                       |                       |                       |                       |                       |                     |                     |                        |                        |                        |                        |                         |                         |                         |                         |                         |                         |                       |                       |                        |                        |                        |                        |                           |                           |                           |                           |                           |                           |                   |                   |                       |                       |                       |                       |                       |                       |
|                        |                        |                        |                        |                        |                        |  |  |                      |                      |                      |                      |                      |                      |  |  |                       |                       |                       |                       |                       |                       |                     |                     |                        |                        |                        |                        |                         |                         |                         |                         |                         |                         |                       |                       |                        |                        |                        |                        |                           |                           |                           |                           |                           |                           |                   |                   |                       |                       |                       |                       |                       |                       |
|                        |                        |                        |                        |                        |                        |  |  |                      |                      |                      |                      |                      |                      |  |  |                       |                       |                       |                       |                       |                       |                     |                     | Kim Jong-suk 1919–1949 | Kim Jong-suk 1919–1949 | Kim Jong-suk 1919–1949 | Kim Jong-suk 1919–1949 | Kim Jong-suk 1919–1949  | Kim Jong-suk 1919–1949  |                         |                         | Kim Il-sung 1912–1994   | Kim Il-sung 1912–1994   | Kim Il-sung 1912–1994 | Kim Il-sung 1912–1994 | Kim Il-sung 1912–1994  | Kim Il-sung 1912–1994  |                        |                        | Kim Sŏng-ae 1924–2014     | Kim Sŏng-ae 1924–2014     | Kim Sŏng-ae 1924–2014     | Kim Sŏng-ae 1924–2014     | Kim Sŏng-ae 1924–2014     | Kim Sŏng-ae 1924–2014     |                   |                   | Kim Yong-ju 1920–2021 | Kim Yong-ju 1920–2021 | Kim Yong-ju 1920–2021 | Kim Yong-ju 1920–2021 | Kim Yong-ju 1920–2021 | Kim Yong-ju 1920–2021 |
|                        |                        |                        |                        |                        |                        |  |  |                      |                      |                      |                      |                      |                      |  |  |                       |                       |                       |                       |                       |                       |                     |                     | Kim Jong-suk 1919–1949 | Kim Jong-suk 1919–1949 | Kim Jong-suk 1919–1949 | Kim Jong-suk 1919–1949 | Kim Jong-suk 1919–1949  | Kim Jong-suk 1919–1949  |                         |                         | Kim Il-sung 1912–1994   | Kim Il-sung 1912–1994   | Kim Il-sung 1912–1994 | Kim Il-sung 1912–1994 | Kim Il-sung 1912–1994  | Kim Il-sung 1912–1994  |                        |                        | Kim Sŏng-ae 1924–2014     | Kim Sŏng-ae 1924–2014     | Kim Sŏng-ae 1924–2014     | Kim Sŏng-ae 1924–2014     | Kim Sŏng-ae 1924–2014     | Kim Sŏng-ae 1924–2014     |                   |                   | Kim Yong-ju 1920–2021 | Kim Yong-ju 1920–2021 | Kim Yong-ju 1920–2021 | Kim Yong-ju 1920–2021 | Kim Yong-ju 1920–2021 | Kim Yong-ju 1920–2021 |
|                        |                        |                        |                        |                        |                        |  |  |                      |                      |                      |                      |                      |                      |  |  |                       |                       |                       |                       |                       |                       |                     |                     |                        |                        |                        |                        |                         |                         |                         |                         |                         |                         |                       |                       |                        |                        |                        |                        |                           |                           |                           |                           |                           |                           |                   |                   |                       |                       |                       |                       |                       |                       |
|                        |                        |                        |                        |                        |                        |  |  |                      |                      |                      |                      |                      |                      |  |  |                       |                       |                       |                       |                       |                       |                     |                     |                        |                        |                        |                        |                         |                         |                         |                         |                         |                         |                       |                       |                        |                        |                        |                        |                           |                           |                           |                           |                           |                           |                   |                   |                       |                       |                       |                       |                       |                       |
| Song Hye-rim 1937–2002 | Song Hye-rim 1937–2002 | Song Hye-rim 1937–2002 | Song Hye-rim 1937–2002 | Song Hye-rim 1937–2002 | Song Hye-rim 1937–2002 |  |  | Kim Young-sook 1947– | Kim Young-sook 1947– | Kim Young-sook 1947– | Kim Young-sook 1947– | Kim Young-sook 1947– | Kim Young-sook 1947– |  |  | Kim Jong-il 1941–2011 | Kim Jong-il 1941–2011 | Kim Jong-il 1941–2011 | Kim Jong-il 1941–2011 | Kim Jong-il 1941–2011 | Kim Jong-il 1941–2011 |                     |                     | Ko Yong-hui 1952–2004  | Ko Yong-hui 1952–2004  | Ko Yong-hui 1952–2004  | Ko Yong-hui 1952–2004  | Ko Yong-hui 1952–2004   | Ko Yong-hui 1952–2004   |                         |                         | Kim Kyong-hui 1946–     | Kim Kyong-hui 1946–     | Kim Kyong-hui 1946–   | Kim Kyong-hui 1946–   | Kim Kyong-hui 1946–    | Kim Kyong-hui 1946–    |                        |                        | Jang Song-thaek 1946–2013 | Jang Song-thaek 1946–2013 | Jang Song-thaek 1946–2013 | Jang Song-thaek 1946–2013 | Jang Song-thaek 1946–2013 | Jang Song-thaek 1946–2013 |                   |                   | Kim Pyong-il 1954–    | Kim Pyong-il 1954–    | Kim Pyong-il 1954–    | Kim Pyong-il 1954–    | Kim Pyong-il 1954–    | Kim Pyong-il 1954–    |
| Song Hye-rim 1937–2002 | Song Hye-rim 1937–2002 | Song Hye-rim 1937–2002 | Song Hye-rim 1937–2002 | Song Hye-rim 1937–2002 | Song Hye-rim 1937–2002 |  |  | Kim Young-sook 1947– | Kim Young-sook 1947– | Kim Young-sook 1947– | Kim Young-sook 1947– | Kim Young-sook 1947– | Kim Young-sook 1947– |  |  | Kim Jong-il 1941–2011 | Kim Jong-il 1941–2011 | Kim Jong-il 1941–2011 | Kim Jong-il 1941–2011 | Kim Jong-il 1941–2011 | Kim Jong-il 1941–2011 |                     |                     | Ko Yong-hui 1952–2004  | Ko Yong-hui 1952–2004  | Ko Yong-hui 1952–2004  | Ko Yong-hui 1952–2004  | Ko Yong-hui 1952–2004   | Ko Yong-hui 1952–2004   |                         |                         | Kim Kyong-hui 1946–     | Kim Kyong-hui 1946–     | Kim Kyong-hui 1946–   | Kim Kyong-hui 1946–   | Kim Kyong-hui 1946–    | Kim Kyong-hui 1946–    |                        |                        | Jang Song-thaek 1946–2013 | Jang Song-thaek 1946–2013 | Jang Song-thaek 1946–2013 | Jang Song-thaek 1946–2013 | Jang Song-thaek 1946–2013 | Jang Song-thaek 1946–2013 |                   |                   | Kim Pyong-il 1954–    | Kim Pyong-il 1954–    | Kim Pyong-il 1954–    | Kim Pyong-il 1954–    | Kim Pyong-il 1954–    | Kim Pyong-il 1954–    |
|                        |                        |                        |                        |                        |                        |  |  |                      |                      |                      |                      |                      |                      |  |  |                       |                       |                       |                       |                       |                       |                     |                     |                        |                        |                        |                        |                         |                         |                         |                         |                         |                         |                       |                       |                        |                        |                        |                        |                           |                           |                           |                           |                           |                           |                   |                   |                       |                       |                       |                       |                       |                       |
|                        |                        |                        |                        |                        |                        |  |  |                      |                      |                      |                      |                      |                      |  |  |                       |                       |                       |                       |                       |                       |                     |                     |                        |                        |                        |                        |                         |                         |                         |                         |                         |                         |                       |                       |                        |                        |                        |                        |                           |                           |                           |                           |                           |                           |                   |                   |                       |                       |                       |                       |                       |                       |
| Kim Jong-nam 1971–2017 | Kim Jong-nam 1971–2017 | Kim Jong-nam 1971–2017 | Kim Jong-nam 1971–2017 | Kim Jong-nam 1971–2017 | Kim Jong-nam 1971–2017 |  |  | Kim Sol-song 1974–   | Kim Sol-song 1974–   | Kim Sol-song 1974–   | Kim Sol-song 1974–   | Kim Sol-song 1974–   | Kim Sol-song 1974–   |  |  |                       |                       | Kim Jong-chul 1981–   | Kim Jong-chul 1981–   | Kim Jong-chul 1981–   | Kim Jong-chul 1981–   | Kim Jong-chul 1981– | Kim Jong-chul 1981– |                        |                        | Kim Jong-un 1984–      | Kim Jong-un 1984–      | Kim Jong-un 1984–       | Kim Jong-un 1984–       | Kim Jong-un 1984–       | Kim Jong-un 1984–       |                         |                         | Ri Sol-ju ca. 1986–   | Ri Sol-ju ca. 1986–   | Ri Sol-ju ca. 1986–    | Ri Sol-ju ca. 1986–    | Ri Sol-ju ca. 1986–    | Ri Sol-ju ca. 1986–    |                           |                           | Kim Yo-jong 1987–         | Kim Yo-jong 1987–         | Kim Yo-jong 1987–         | Kim Yo-jong 1987–         | Kim Yo-jong 1987– | Kim Yo-jong 1987– |                       |                       |                       |                       |                       |                       |
| Kim Jong-nam 1971–2017 | Kim Jong-nam 1971–2017 | Kim Jong-nam 1971–2017 | Kim Jong-nam 1971–2017 | Kim Jong-nam 1971–2017 | Kim Jong-nam 1971–2017 |  |  | Kim Sol-song 1974–   | Kim Sol-song 1974–   | Kim Sol-song 1974–   | Kim Sol-song 1974–   | Kim Sol-song 1974–   | Kim Sol-song 1974–   |  |  |                       |                       | Kim Jong-chul 1981–   | Kim Jong-chul 1981–   | Kim Jong-chul 1981–   | Kim Jong-chul 1981–   | Kim Jong-chul 1981– | Kim Jong-chul 1981– |                        |                        | Kim Jong-un 1984–      | Kim Jong-un 1984–      | Kim Jong-un 1984–       | Kim Jong-un 1984–       | Kim Jong-un 1984–       | Kim Jong-un 1984–       |                         |                         | Ri Sol-ju ca. 1986–   | Ri Sol-ju ca. 1986–   | Ri Sol-ju ca. 1986–    | Ri Sol-ju ca. 1986–    | Ri Sol-ju ca. 1986–    | Ri Sol-ju ca. 1986–    |                           |                           | Kim Yo-jong 1987–         | Kim Yo-jong 1987–         | Kim Yo-jong 1987–         | Kim Yo-jong 1987–         | Kim Yo-jong 1987– | Kim Yo-jong 1987– |                       |                       |                       |                       |                       |                       |
|                        |                        |                        |                        |                        |                        |  |  |                      |                      |                      |                      |                      |                      |  |  |                       |                       |                       |                       |                       |                       |                     |                     |                        |                        |                        |                        |                         |                         |                         |                         |                         |                         |                       |                       |                        |                        |                        |                        |                           |                           |                           |                           |                           |                           |                   |                   |                       |                       |                       |                       |                       |                       |
| Kim Han-sol 1995–      | Kim Han-sol 1995–      | Kim Han-sol 1995–      | Kim Han-sol 1995–      | Kim Han-sol 1995–      | Kim Han-sol 1995–      |  |  |                      |                      |                      |                      |                      |                      |  |  |                       |                       |                       |                       |                       |                       |                     |                     |                        |                        |                        |                        |                         |                         | Kim Ju-ae ca. 2012–     | Kim Ju-ae ca. 2012–     | Kim Ju-ae ca. 2012–     | Kim Ju-ae ca. 2012–     | Kim Ju-ae ca. 2012–   | Kim Ju-ae ca. 2012–   |                        |                        |                        |                        |                           |                           |                           |                           |                           |                           |                   |                   |                       |                       |                       |                       |                       |                       |

- Bibsys: 1512719457526
- CiNii: DA11396774
- Gemeinsame Normdatei: 1057989533
- International Standard Name Identifier: 0000 0001 2085 1310
- Library of Congress Control Number: n2011038915
- MusicBrainz: 819583a3-4863-4ac1-94f1-1c899b2255bf
- Bibliotheek van het Japanse parlement: 01214960
- Nationale Bibliotheek van Tsjechië: jo2016912585
- Nationale Bibliotheek van Israël: 987007570663605171
- Nationale Bibliotheek van Polen: a0000002671674
- Nederlandse Thesaurus van Auteursnamen: 377100838
- Système universitaire de documentation: 188389911
- Virtual International Authority File: 2418152140026211100002